# 秀苞败酱
秀苞败酱（学名：Patrinia speciosa）为忍冬科败酱属的植物，为中国的特有植物。分布于中国大陆的西藏、云南等地，生长于海拔3,100米至4,050米的地区，多生长于沙质山坡上、多石草坡中、岩坡、北坡灌丛中及高山荒坡上，目前尚未由人工引种栽培。
其种加词“speciosa”意为“外表美丽的”。